# مزار الشيخ يحيى
مزار الشيخ يحيى هي قرية فلسطينية مهجرة تقع إلى الجنوب من مدينة حيفا، وتبعد عنها حوالي 19 كيلومترًا. تُعتبر من القرى الفلسطينية التي تأثرت بالأحداث التاريخية التي شهدتها فلسطين في القرن العشرين.

## الجغرافيا
تقع قرية مزار الشيخ يحيى في منطقة السهول الساحلية، وتحيط بها عدة قرى فلسطينية أخرى.

## السكان
وفقًا للإحصاءات البريطانية:
- بلغ عدد السكان عام 1922: 134 نسمة.[3]

- بلغ عدد السكان عام 1931: 210 نسمة.[3]

- بلغ عدد السكان عام 1945: 210 نسمة.[3]

## الأراضي
بلغت مساحة الأراضي المسلوبة حوالي 7,100 دونم، وكانت تُستخدم للزراعة وتربية المواشي.

## النكبة
في عام 1948، تعرضت القرية للاحتلال من قبل القوات الصهيونية، ما أدى إلى تهجير سكانها وتدمير منازلهم. 